# Коричневогорлая ласточка
Коричневогорлая ласточка (лат. Hirundo tahitica) — вид птиц из семейства ласточковых.
Гнездятся в тропической Южной Азии и на островах в южной части Тихого океана. Не совершают миграций, за исключением некоторых сезонных передвижений.
Длина тела 13 см. Спинка и корона сине-чёрные, крылья и хвост коричневые, «лицо» и горло красные, а нижние части тела тусклые.
Питаются насекомыми, особенно мухами, на которых охотятся в полёте.